# Posthausen
Posthausen är en ort i den tyska kommunen Ottersberg. Orten ligger i Niedersachsen. Ortsborgmästare är Reiner Sterna från CDU. Motorvägen A1 passerar norr om Posthausen.
Posthausen var en kommun fram till 1 juli 1972 när den uppgick i Ottersberg.